# National Citizens’ Coalition
National Citizens’ Coalition ist eine politische Partei in Sambia.
Bei den Wahlen in Sambia 2001 konnte sie kein Mandat in der Nationalversammlung gewinnen. Ihr Präsidentschaftskandidat Nevers Mumba konnte 2,2 Prozent der Stimmen auf sich vereinigen.
Die NCC trat 1999 dem Wahlbündnis Zambia Alliance for Progress bei und tritt selbst kaum mehr in Erscheinung.